# Charles R. Buckalew
Charles Rollin Buckalew, född 28 december 1821 i Columbia County, Pennsylvania, död 19 maj 1899 i Bloomsburg, Pennsylvania, var en amerikansk demokratisk politiker och diplomat. Han representerade delstaten Pennsylvania i båda kamrarna av USA:s kongress, först i senaten 1863–1869 och sedan i representanthuset 1887–1891.
Buckalew utexaminerades från Harford Academy. Han studerade juridik och inledde 1843 sin karriär som advokat i Pennsylvania. Han var åklagare för Columbia County 1845–1847. Han var ledamot av delstatens senat 1850–1853, 1857–1858 och 1869. Han var chef för USA:s diplomatiska beskickning i Ecuador 1858–1861.
Buckalew efterträdde 1863 David Wilmot som senator för Pennsylvania. Han efterträddes sex år senare av John Scott. Han förlorade guvernörsvalet i Pennsylvania 1872 mot republikanen John F. Hartranft.
Kongressledamot John Brutzman Storm kandiderade inte till omval i kongressvalet 1886. Buckalew vann valet och efterträdde Storm i representanthuset i mars 1887. Han omvaldes 1888. Han efterträddes 1891 som kongressledamot av Simon Peter Wolverton.
Buckalews grav finns på Rosemont Cemetery i Bloomsburg.